# Mentha requienii
Mentha requienii é uma espécie de planta com flor pertencente à família Lamiaceae. 
A autoridade científica da espécie é Benth., tendo sido publicada em Labiat. Gen. Spec. 182. 1833.

## Portugal
Trata-se de uma espécie presente no território português, nomeadamente em Portugal Continental.
Em termos de naturalidade é introduzida na região atrás indicada.

## Protecção
Não se encontra protegida por legislação portuguesa ou da Comunidade Europeia.